# Inxent
Inxent (niederländisch Enessem) ist eine französische Gemeinde mit 157 Einwohnern (Stand: 1. Januar 2022) im Département Pas-de-Calais in der Region Hauts-de-France (bis 2015: Nord-Pas-de-Calais). Sie gehört zum Arrondissement Montreuil und zum Gemeindeverband Deux Baies en Montreuillois. 

## Geografie

Lage in Kanton und Arrondissement

Die Gemeinde Inxent liegt im Hinterland der Côte d’Opale des Ärmelkanals im Westen der Landschaft Artois, etwa zwölf Kilometer östlich der Hafenstadt Étaples. Das 3,78 km² umfassende Gemeindegebiet erstreckt sich beiderseits des Flüsschens Course, flankiert von über 50 Meter hohen bewaldeten Hängen (Bois Selingue, Bois d’Inxent, Les Hallois). Umgeben wird Inxent von den Nachbargemeinden Beussent im Norden, Montcavrel im Osten, Recques-sur-Course im Süden, Maresville im Südwesten sowie Bernieulles im Nordwesten.
Die Fernstraße von Montreuil-sur-Mer nach Boulogne-sur-Mer verläuft unmittelbar westlich der Gemeinde Inxent.

## Toponymie
Der Name der Gemeinde entwickelte sich aus Hainessendae (1042) über Enessem (1224), Ynesent (1257) und Inquessent (1553–1800) zum heutigen Namen Inxent (ab 1801).

## Bevölkerungsentwicklung
| Jahr      | 1962 | 1968 | 1975 | 1982 | 1990 | 1999 | 2006 | 2016 | 2022 |
| Einwohner | 211  | 190  | 177  | 170  | 157  | 158  | 158  | 163  | 157  |

Im Jahr 1831 wurde mit 328 Bewohnern die bisher höchste Einwohnerzahl ermittelt. Die Zahlen basieren auf den Daten von cassini.ehess und INSEE.

## Sehenswürdigkeiten
- Kirche Mariä Geburt (Église de la Nativité-de-Notre-Dame)
- Reste einer alten Windmühle, 1976 teilweise abgebrannt
- Taubenturm
- Blumenpark

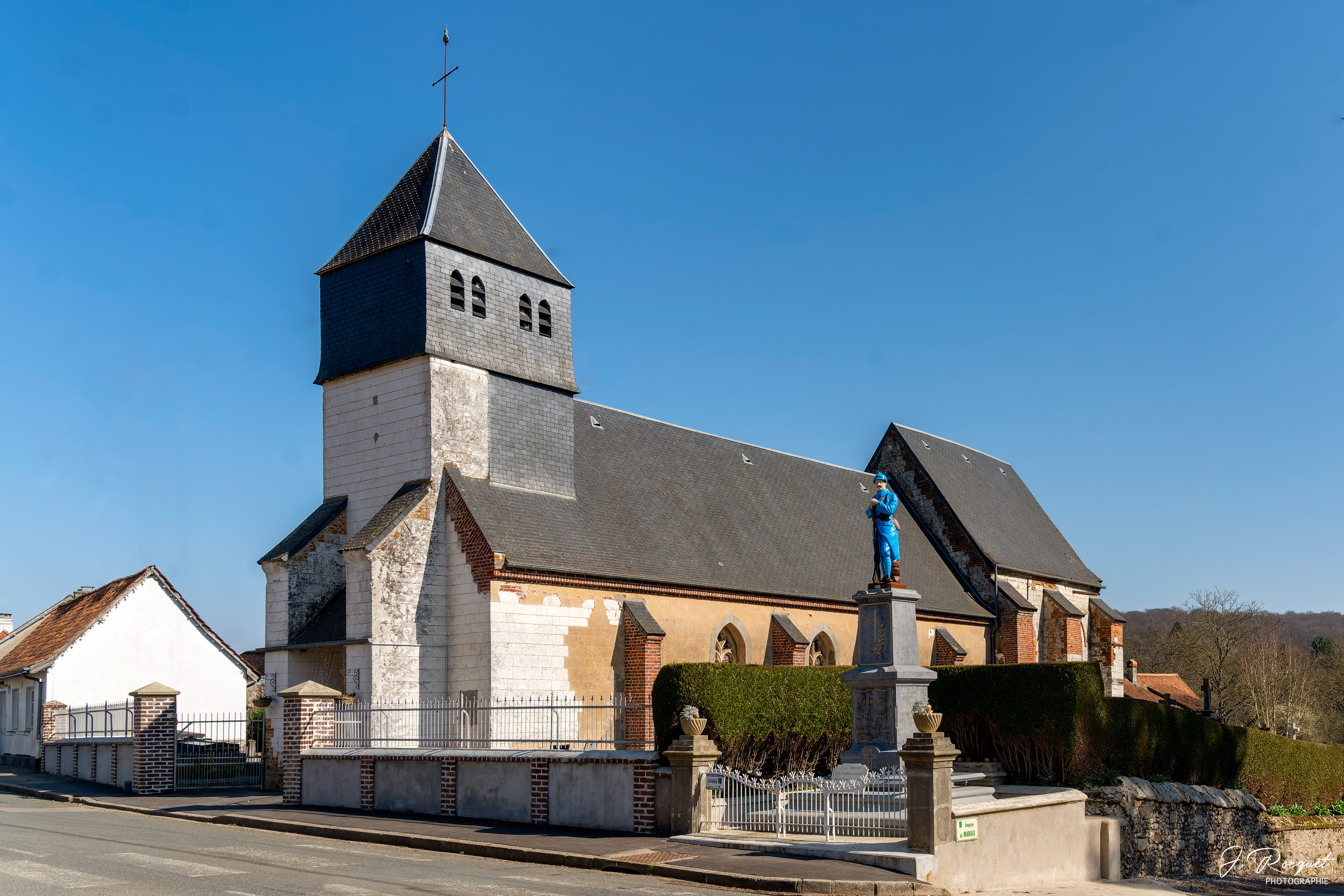
Kirche Mariä-Geburt und Gefallenendenkmal
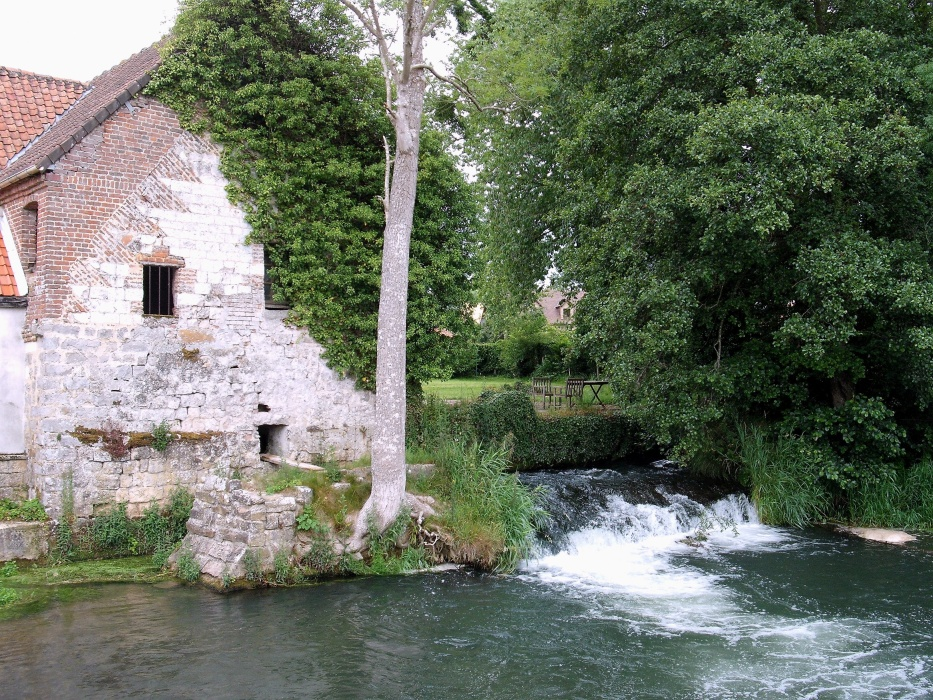
Ehemalige Wassermühle

## Wirtschaft und Infrastruktur
In der Gemeinde sind drei Landwirtschaftsbetriebe ansässig (Getreideanbau, Rinderzucht).
Unmittelbar westlich von Inxent verläuft die Fernstraße D 901 von Boulogne-sur-Mer nach Montreuil-sur-Mer. Zehn Kilometer südwestlich von Inxent besteht nahe Étaples ein Anschluss an die Autoroute A 16.

## Belege
1. ↑  De Nederlanden in Frankrijk, Jozef van Overstraeten, 1969
2. ↑  Toponymie générale de la France (französisch)
3. ↑  Inxent auf cassini.ehess
4. ↑  Inxent auf INSEE
5. ↑  Landwirtschaftsbetriebe auf annuaire-mairie.fr (französisch)